# 东巴扎回族乡
东巴扎回族乡是中华人民共和国新疆维吾尔自治区吐鲁番市鄯善县下辖的一个民族乡。

## 行政区划
东巴扎回族乡下辖以下村级行政区划单位：
前街村、艾孜拉村、后梁村和塔吾村。